# Westnik Jewropy (1866–1918)
Westnik Jewropy (russisch Вестник Европы ‚Europäischer Bote‘) war eine russische Monatszeitschrift, die von 1866 bis zum Frühjahr 1918 in Petersburg erschien. Die Zeitschrift vertrat die russische liberale Bourgeoisie und führte von Beginn der 1890er Jahre einen systematischen Kampf gegen den Marxismus.